# 黄金鷲団
黄金鷲団（おうごんしゅうだん）は東日本放送発、ANN東北ブロックネット番組で、2005年4月2日から12月24日まで放送された番組である。また、インターネット動画配信サイトGyaOにも配信されていた。制作・THE WORKS。
同番組は東北地方としては27年ぶりに誕生したプロ野球チーム・東北楽天ゴールデンイーグルスのチーム関連情報を、楽天の選手や、楽天ファンの著名人、またハロー!プロジェクトのメンバーらをゲストに迎えて取り上げていった。

## 出演者
- MC　タイムマシーン3号
- レポーター　AYAKA（ココナッツ娘。）
- ナレーター　尾形聡子

## 関連の番組
- CHALLENGE 燃えよ!EAGLES